# トムソン散乱
トムソン散乱（トムソンさんらん、英: Thomson scattering）とは、ニュートン力学的に考察する事の出来る束縛を受けていない自由な荷電粒子による、古典的な電磁波の散乱で、弾性散乱の一種である。イギリスの物理学者であるJ. J. トムソンが、1個の電子に対して一定の方向から光が当たる時、どの方向にどれだけ光が散乱されるかを算定した事に因んで名付けられた。

## トムソンの公式
質量 m、電荷 q の自由粒子によるトムソン散乱で、入射電磁波に偏光のない場合に、入射方向に対して角度 θ の方向への散乱の微分断面積は
{\displaystyle {\frac {d\sigma _{\text{T}}}{d\Omega }}=\left({\frac {q^{2}}{4\pi \varepsilon _{0}mc^{2}}}\right)^{2}\cdot {\frac {1}{2}}(1+\cos ^{2}\theta )}
で与えられ、この式はトムソンの公式と呼ばれている。

## トムソン断面積
自由電子によるトムソン散乱の散乱断面積は、トムソン断面積（トムソンだんめんせき、英: Thomson cross section）と呼ばれる物理定数の1つで、その値は
{\displaystyle \sigma _{\text{e}}=6.652~458~7051(62)\times 10^{-29}\ {\text{m}}^{2}}
である（2022 CODATA推奨値）。
トムソン断面積はトムソンの公式を積分する事により得られて
{\displaystyle {\begin{aligned}\sigma _{\text{e}}&=\left({\frac {e^{2}}{4\pi \varepsilon _{0}m_{\text{e}}c^{2}}}\right)^{2}\cdot \int _{0}^{2\pi }d\phi \int _{0}^{\pi }{\frac {1}{2}}(1+\cos ^{2}\theta )\sin \theta \,d\theta \\&={\frac {8\pi }{3}}\left({\frac {e^{2}}{4\pi \varepsilon _{0}m_{\text{e}}c^{2}}}\right)^{2}\end{aligned}}}
となる。ここで c は真空中の光速、e は電気素量、ε0 は真空の誘電率、me は電子の質量である。
また、微細構造定数 α とリュードベリ定数 R∞ 及びボーア半径 a0 と古典電子半径 re をそれぞれ
{\displaystyle \alpha ={\frac {e^{2}}{4\pi \varepsilon _{0}\hbar c}},~R_{\infty }={\frac {\alpha ^{2}m_{\text{e}}c}{2h}},~a_{0}={\frac {\alpha }{4\pi R_{\infty }}},~r_{\text{e}}=\alpha ^{2}a_{0}}
と定義すると、トムソン断面積 σe は
{\displaystyle \sigma _{\text{e}}={\frac {8\pi }{3}}{r_{\text{e}}}^{2}}
と簡略化して表記する事が可能となる。ここで h はプランク定数、ħ はディラック定数である。